# چینگدائو ایرلاینز
چینگدائو ایرلاینز (به انگلیسی: Qingdao Airlines) یک شرکت هواپیمایی با کد یاتا QW است که در تاریخ ۲۰۱۳ میلادی تأسیس شده و در تاریخ ۲۶ آوریل ۲۰۱۴ فعالیتش را آغاز کرده‌است. این شرکت هواپیمایی به ۳مقصد، پرواز مستقیم انجام می‌دهد.